# Holcocera sylvestrella
Holcocera sylvestrella is een vlinder uit de familie van de spaandermotten (Blastobasidae). De wetenschappelijke naam van de soort is voor het eerst geldig gepubliceerd  Kuznetsov.